# Croton alabamensis
Croton alabamensis là một loài thực vật có hoa trong họ Đại kích. Loài này được E.A.Sm. ex Chapm. mô tả khoa học đầu tiên năm 1883.

## Hình ảnh

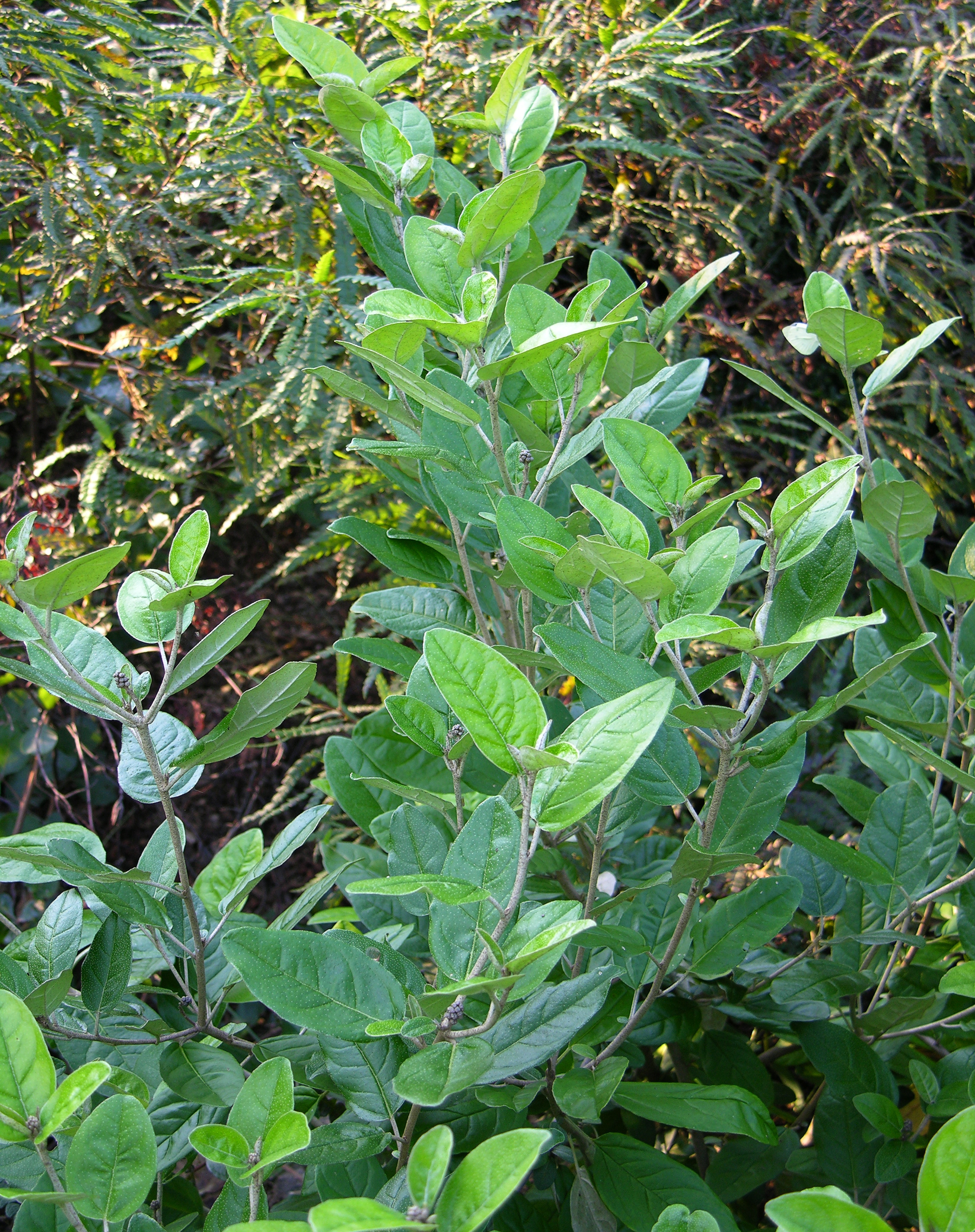